# Chlebnický potok
Chlebnický potok – potok, lewy dopływ Orawy o długości 11 km.
Potok wypływa kilkoma ciekami na południowych stokach szczytu Blato (Pogórze Orawskie) i północnych szczytu Súšava (Skoruszyńskie Wierchy). Spływa w północno-zachodnim, następnie zachodnim kierunku doliną między tymi szczytami. Na wysokości około 620 m przyjmuje pierwszy dopływ. Dalej spływa krętym korytem przez Pogórze Orawskie, przyjmując jeszcze kilka dopływów: 
- dopływy prawostronne: Bahrový potok, Ráztoky,
- dopływy lewostronne: Veľký Klin, Dielový potok, Malatinský potok, Klepetová, Fizúreň, Pasečný potok[2]

Potok przepływa przez zabudowane rejony wsi Chlebnice i na wysokości 521 m n.p.m. uchodzi do Orawy we wsi Sedliacka Dubová na ostrym zakręcie Orawy. Silnie rozgałęzione dorzecze Chlebnickiego Potoku znajduje się w dwóch regionach: na Pogórzu Orawskim i w Skoruszyńskich Wierchach. Zlewnia potoku znajduje się częściowo także w miejscowości Dlhá nad Oravou.